# Robert I de Dreux
Robert I de Dreux (1123 - 1188) fou príncep de França i comte de Dreux (1137-1184). Cinquè fill del segon matrimoni entre el rei Lluís VI de França i la seva esposa Adelaida de Savoia, nasqué a la cort francesa el 1123. Per línia paterna era net de Felip I de França i Anna de Kíev, i per línia materna d'Humbert II de Savoia i Gisela de Borgonya. Fou germà petit del príncep Enric de França i del futur rei Lluís VII de França així com de Pere II de Courtenay.

Escut d'armes dels Comtes de Dreux

Robert I va participar en la Segona Croada i fou present al Setge de Damasc de 1148. El 1154 participà en el Setge de Séez, durant l'Anarquia d'Anglaterra.
Es casà vers el 1140 amb Agnès de Garlande, filla d'Anselm de Garlande, comte de Rochefort. D'aquest matrimoni nasqué un fill: l'infant Simó de Dreux (1141-v. 1182), senyor de La Noue 
Es casà, en segones núpcies, vers el 1144 amb Harvisa d'Evreux, filla de Gautier d'Evreux. D'aquest matrimoni nasqué: la infanta Adela de Dreux (1145- d 1210)
Es casà novament, en tercers núpcies, el 1152 amb la comtessa Agnès de Braine. D'aquest matrimoni nasqueren:
- l'infant Robert II de Dreux (1154-1218), comte de Dreux
- l'infant Enric de Dreux (1155-1199), Bisbe d'Orleans
- Alícia de Dreux (1156-v. 1217), casada el 1174 amb Raül I de Coucy
- l'infant Felip de Dreux (1158-1217), Bisbe de Beauvais
- la infanta Isabel de Dreux (1160-1239), casada el 1178 amb Hug III de Broyes
- l'infant Pere de Dreux (1161-1186)
- l'infant Guillem de Dreux (1163-v. 1189),
- l'infant Joan de Dreux (1164-d. 1189)
- la infanta Mamilia de Dreux (1166-1200), religiosa
- la infanta Margarida de Dreux (?-1167), religiosa